# Alexandre Bremer
Alexandre Bremer (* 8. Juni 1992 in Soisy-sous-Montmorency, Frankreich) ist ein französisch-belgischer Eishockeyspieler, der seit 2012 bei den Bulldogs de Liège unter Vertrag steht und mit dem Klub seit 2015 in der neugegründeten belgisch-niederländischen BeNe League spielt.

## Karriere
Alexandre Bremer spielte zu Beginn seiner Karriere als Eishockeyspieler bei der L’Entente Deuil-Garges, für die er 2009 in der Division 1, der zweithöchsten französischen Spielklasse, debütierte. 2012 wechselte er zu den Bulldogs de Liège in die belgische Ehrendivision. Mit dem Club aus der kulturellen Metropole der Wallonie gewann er 2014 nicht nur den Landesmeistertitel, sondern auch den Pokalwettbewerb. Seit 2015 spielt er mit dem Klub in der neugegründeten belgisch-niederländischen BeNe League. 2018 konnte er mit dem Klub erneut den belgischen Pokalwettbewerb gewinnen.
International

Mit der belgischen Nationalmannschaft nahm Bremer erstmals an der Weltmeisterschaft der Division II 2015 teil. Auch 2016, 2017 und 2018 spielte er mit den Belgiern in der Division II.

## Erfolge und Auszeichnungen
- 2014 Belgischer Meister und Pokalsieger mit den Bulldogs de Liège
- 2018 Belgischer Pokalsieger mit den Bulldogs de Liège

## Statistik
(Stand: Ende der Spielzeit 2021/22)